# 2014年冬季残疾人奥林匹克运动会挪威代表团
2014年冬季残疾人奥林匹克运动会挪威代表团是挪威派出的2014年冬季残疾人奥林匹克运动会代表团。获得1枚金牌、2枚银牌和1枚铜牌。